# Hugh Robertson (basketballer)
Hugh Gibson Robertson (Macon, 15 september 1989) is een Amerikaans voormalig basketballer.

## Carrière
Robertson speelde collegebasketbal voor de Tallahassee Eagles en South Florida Bulls. In 2012 werd hij niet gekozen in de NBA draft en tekende daarop bij het Sloveense KD Hopsi Polzela. Hij speelde twee seizoenen bij Hopsi Polzela voordat hij in februari 2014 tekende bij het Libanese Tadamon Zouk waar hij de rest van het seizoen uitspeelde. In 2014 tekende hij bij de Franse derdeklasser Cognac Basket Ball. Het seizoen erop tekende hij bij de Sloveense eersteklasser Helios Suns en speelde er een seizoen.
In 2016 tekende hij bij de Duitse tweedeklasser RheinStars Köln en speelde er een seizoen. Daarna tekende hij bij het Griekse Rethymno Cretan Kings en speelde vanaf januari het seizoen uit in Niners Chemnitz. In juli 2018 tekende hij opnieuw bij het Duitse RheinStars Köln en daarna bij het Belgische Leuven Bears. Bij Leuven speelde hij twee seizoenen. In zijn tweede seizoen werd hij topschutter en werd hij verkozen tot Ster van de Coaches. Robertson had bijgetekend voor een derde seizoen maar besloot te stoppen als profbasketballer in 2020. Als vervangers werden Joe Ebondo en Randy Haynes gehaald.

## Erelijst
- Sloveens landskampioen: 2016
- Sloveens Supercup-kampioen: 2016
- Alpe Adria Cup: 2016
- Ster van de coaches: 2020